# Sheena Is a Punk Rocker
«Sheena Is a Punk Rocker» — песня панк-роковой группы Ramones. Впервые была издана в Великобритании — как сингл в мае 1977 года. В британском сингловом чарте (UK Singles Chart он достиг 22-го места. В США вышла как сингл в июле того же года, наивысшая позиция в Billboard Hot 100 — 81-я.
В 2004 году журнал Rolling Stone поместил песню «Sheena Is a Punk Rocker» в исполнении группы Ramones на 457-е место своего списка «500 величайших песен всех времён». В списке 2011 года песня находится на 461-м месте.
Британский музыкальный журнал New Musical Express также включил её в свой (опубликованный в 2014 году) список «500 величайших песен всех времён», на 407-е место.
Кроме того, песня «Sheena Is a Punk Rocker» в исполнении группы Ramones входит в составленный Залом славы рок-н-ролла список 500 Songs That Shaped Rock and Roll.

## Чарты
| Чарт (1977)                | Наив. поз. |
| -------------------------- | ---------- |
| Швеция (Sverigetopplistan) | 20         |